# Merlerault-le-Pin
Merlerault-le-Pin ist eine französische Gemeinde mit 1435 Einwohnern (Stand: 1. Januar 2022) im Département Orne in der Region Normandie. Sie gehört zum Arrondissement Mortagne-au-Perche und ist Mitglied im Gemeindeverband Communauté de communes des Vallées d’Auge et du Merlerault.
Sie entstand mit Wirkung vom 1. Januar 2025 als Commune nouvelle durch Zusammenlegung der bis dahin selbstständigen Gemeinden Le Merlerault, Godisson, La Genevraie, Les Authieux-du-Puits und Nonant-le-Pin, die fortan den Status als Communes déléguées besitzen. Der Verwaltungssitz befindet sich in Le Merlerault.

## Gemeindegliederung
| Commune déléguée                | Ehemaliger INSEE-Code | PLZ   | Fläche (km²) | Einwohnerzahl (2022) |
| ------------------------------- | --------------------- | ----- | ------------ | -------------------- |
| Le Merlerault (Verwaltungssitz) | 61275                 | 61240 | 19,10        | 754                  |
| Godisson                        | 61192                 | 61240 | 06,21        | 103                  |
| La Genevraie                    | 61188                 | 61249 | 13,37        | 091                  |
| Les Authieux-du-Puits           | 61017                 | 61240 | 04,43        | 076                  |
| Nonant-le-Pin                   | 61310                 | 61240 | 18,44        | 411                  |

## Geografie
Merlerault-le-Pin liegt etwa 28 Kilometer nordwestlich von Mortagne-au-Perche und etwa 33 Kilometer nordnordöstlich von Alençon im Süden der Région naturelle des Pays d’Auge. Das Gemeindegebiet wird entwässert vom Don, einem Nebenfluss der Orne, der es im Süden abschnittsweise begrenzt, von der Ure, ebenfalls einem Nebenfluss der Orne, die es im Norden auf einem kleinen Abschnitt begrenzt, von der Dieuge, die im Gemeindegebiet entspringt, ferner vom Ruisseau Saint-Martin, vom Ruisseau du Varo, vom Ruisseau de la Genevraie, vom Ruisseau du Bois Guimon und von verschiedenen kleineren Fließgewässern. Das Zentrum liegt auf etwa 210 m Höhe. Das Relief des Ortsgebiets ist hügelig, wobei das Niveau im Nordosten markant ansteigt. Dort wird auch die höchste Erhebung mit 321 m gemessen, die niedrigste im Süden mit 175 m am Austritt des Don aus dem Ortsgebiet.
Teile des Gebiets von Merlerault-le-Pin gehören zu den Natura-2000-Schutzgebieten „Haute vallée de l’Orne et affluents“ (FR2500099) und „Bocages et vergers du sud Pays d’Auge“ (FR2502014).
Umgeben wird Merlerault-le-Pin von den 13 Nachbargemeinden:
| Ginai Saint-Germain-de-Clairefeuille | Ménil-Froger Lignères                       | Champ-Haut Échauffour |
| Gouffern en Auge Almenêches          | Kompassrose, die auf Nachbargemeinden zeigt | Planches              |
| Chailloué                            | Brullemail Saint-Léonard-des-Parcs          | Ferrières-la-Verrerie |

## Sehenswürdigkeiten
| Name                                              | Ort                   | Bemerkungen                            | Bild |
| ------------------------------------------------- | --------------------- | -------------------------------------- | ---- |
| Rathaus (Hôtel de ville)                          | Le Merlerault         | 1827/1828 errichtet                    |      |
| Pfarrkirche Saint-Martin                          | Le Merlerault         | nach 1436 erbaut                       |      |
| Mittelalterliche Festung                          | Le Merlerault         | als Monument historique eingeschrieben |      |
| Reste einer Burg                                  | Le Merlerault         | 11. Jahrhundert                        |      |
| Kirche Saint-Georges                              | Godisson              |                                        |      |
| Kapelle Notre-Dame-de-la-Coquenne                 | Godisson              | 18. Jahrhundert                        |      |
| Pfarrkirche Saint-Laurent                         | La Genevraie          | gegen 1820 errichtet                   |      |
| Schloss La Genevraie                              | La Genevraie          | errichtet 1768                         |      |
| Herrenhaus La Couture                             | La Genevraie          | errichtet 1743                         |      |
| Herrenhaus La Grande Maison                       | La Genevraie          | errichtet 1694                         |      |
| Reste des Benediktinerpriorats Notre-Dame         | La Genevraie          | gegründet gegen 1160                   |      |
| Pfarrkirche Saint-Martin                          | Les Authieux-du-Puits | 17. und 19. Jahrhundert                |      |
| Schloss des Authieux                              | Les Authieux-du-Puits | errichtet 1667                         |      |
| Herrenhaus La Chesnaie                            | Les Authieux-du-Puits | 17. Jahrhundert                        |      |
| Pfarrkirche Saint-Blaise-Saint-Cyr-Sainte-Julitte | Nonant-le-Pin         | 11./12. Jahrhundert                    |      |
| Schloss mit Kapelle Saint-Jacques-le-Mineur       | Nonant-le-Pin         | 16. Jahrhundert                        |      |
| Herrenhaus Le Plessis                             | Nonant-le-Pin         | 17. Jahrhundert                        |      |

## Bildung
Merlerault-le-Pin verfügt über
- eine öffentliche Vorschule „Jeanne Morin“ (École maternelle) in Le Merlerault,
- eine private Vor- und Grundschule „Saint Joseph“ (École primaire) in Le Merlerault,
- eine öffentliche Grundschule „Ernest Millet“ (École élémentaire) in Nonant-le-Pin und
- eine private Berufsoberschule „Yves Vérel“ (Lycée professionnel).[3]

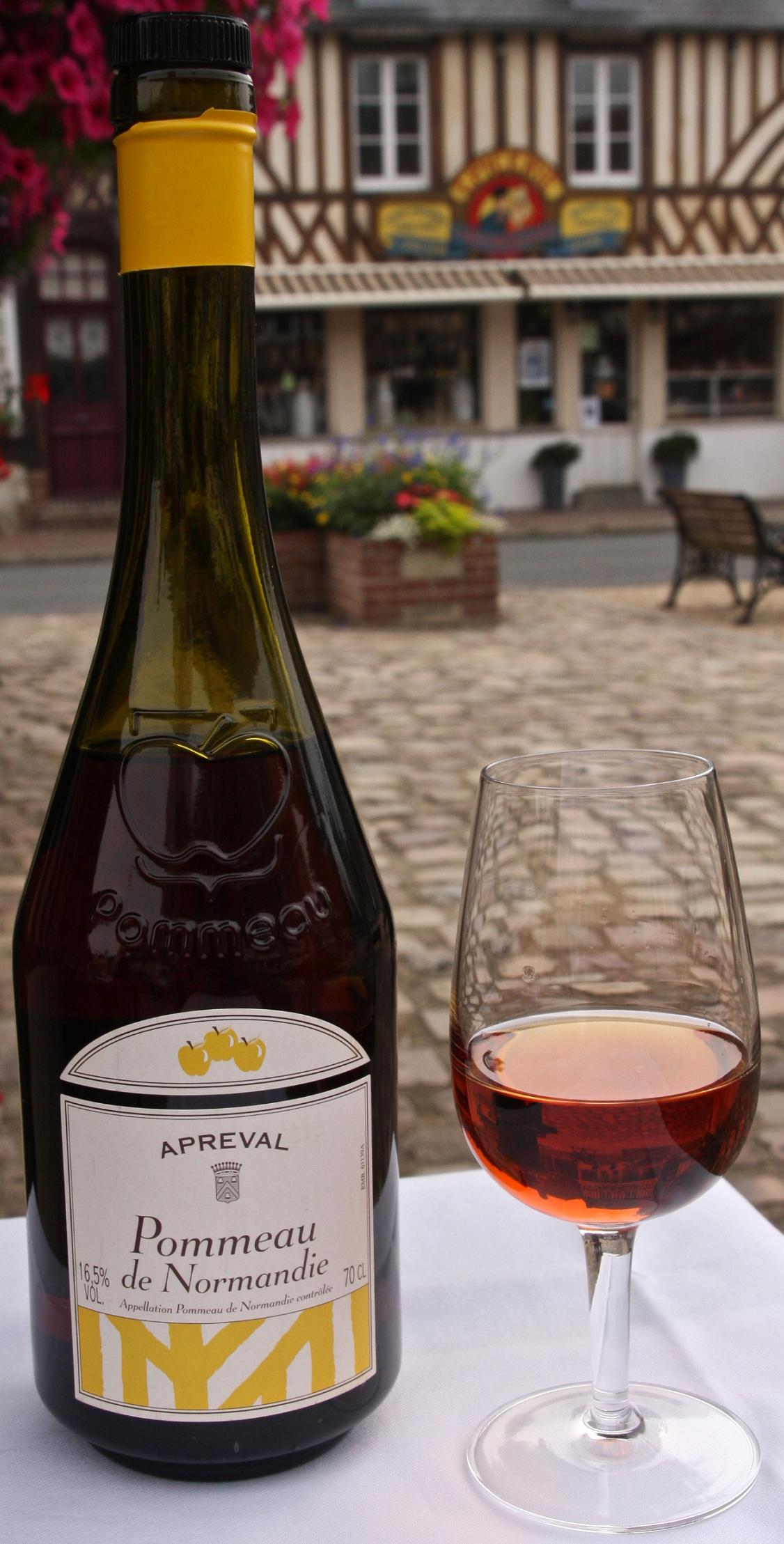
Pommeau der Appellation Pommeau de Normandie

## Wirtschaft
Merlerault-le-Pin liegt in den Zonen AOC
- des Calvados,
- des Pommeau de Normandie, eines Aperitifs oder Digestifs aus frisch gepresstem Apfelsaft mit Zugabe von jungem Calvados und der Käsesorten
  - Camembert de Normandie, ein Weißschimmelkäse aus Rohmilch, und
  - Pont-l’Évêque aus roher oder pasteurisierter Kuhmilch.[4]

## Verkehr
Die Autoroute A 4 „Autoroute du Pique-Prune“ von Abbeville im Département Somme nach Tours durchquert das Gemeindegebiet von Nord nach Süd ohne Anschlussstelle. Die Departementsstraße D 438, die ehemalige Route nationale 138 von Rouen nach Tours, durchquert die Gemeinde, insbesondere das Zentrum von Nonant-le-Pin, von Nord nach Süd. Die Departementsstraße D 926, die ehemalige Route nationale 28 von Verneuil d’Avre et d’Iton (Département Eure) nach Argentan, durchquert die Gemeinde, insbesondere die Zentren von Le Merlerault und Nonant-le-Pin, von Ost nach West. Weitere, nachgeordnete Departementsstraßen und lokale Landstraßen verbinden die Ortsteile miteinander und mit Nachbargemeinden.
Busse einer Linie des Transportunternehmens Nomad der Region Normandie halten in Nonant-le-Pin und verbinden die Gemeinde mit Vimoutiers im Norden und Alençon im Süden.
Die Orte Le Merlerault und Nonant-le-Pin besitzen potenzielle Haltepunkte an der Bahnstrecke Paris–Granville, werden jedoch von keinen Zügen angefahren.